# GameSpy
GameSpy was een softwarepakket dat werd gebruikt in multiplayer-computerspellen. Daarnaast was GameSpy een online tijdschrift voor pc- en consolespellen. Het was onderdeel van het IGN-netwerk.

## Geschiedenis
GameSpy werd in 1997 in het Amerikaanse San Francisco opgericht. In 2004 nam IGN, een online gametijdschrift, het bedrijf over voor circa 55 miljoen dollar. Delen van GameSpy werden hierbij ondergebracht op de website. In 2012 verkocht IGN het bedrijf weer, voor een bedrag van 2,8 miljoen dollar aan Glu Mobile. Het online tijdschrift bleef onderdeel van IGN. In februari 2013 nam het mediabedrijf Ziff Davis uiteindelijk het IGN Network over van News Corp. De nieuwe eigenaar richtte zich geheel op IGN en AskMen, hierdoor werden de websites GameSpy, UGO en 1UP gesloten. Eind mei 2014 werd ook de multiplayer-dienst beëindigd.

## Onderdelen
De GameSpy-software bestond uit:
GameSpy Arcadeeen serverzoekmachine voor online first-person shooters, rollenspellen en strategiespellen. Daarnaast bood het chatkanalen en bordspellen als Monopoly aan. Er was een betaalde en een gratis proefversie.
GameSpy 3Dondersteunde vrijwel uitsluitend first-person shooters, en was een uitgeklede versie van Arcade.
Roger Wilcoeen voicechat-programma voor het communiceren met andere spelers.
GameSpy Comradeeen programma dat moest concurreren met het toenmalige bekende chatprogramma Xfire. Het programma had dezelfde lay-out en opbouw als Xfire maar dan met een GameSpy-thema.
RadioSpyEen radio broadcast programma dat diende als muziekspeler tijdens het gamen. Het programma werd vrij snel vergeten.

## Ondersteunde spellen (selectie)
De zoeksoftware van GameSpy ondersteunt een selectie van de volgende spellen:
- Age of Empires
- Battlefield-serie
- Call of Duty-serie
- Civilization-serie
- Counter-Strike
- Crysis
- Daikatana
- Half-Life
- Homeworld 2
- Medal of Honor-serie
- Neverwinter Nights
- No One Lives Forever-serie
- Quake / Quake II / Quake III Arena
- Return to Castle Wolfenstein
- Serious Sam-serie
- Soldier of Fortune
- Unreal Tournament